# Gräberfeld von Annelund

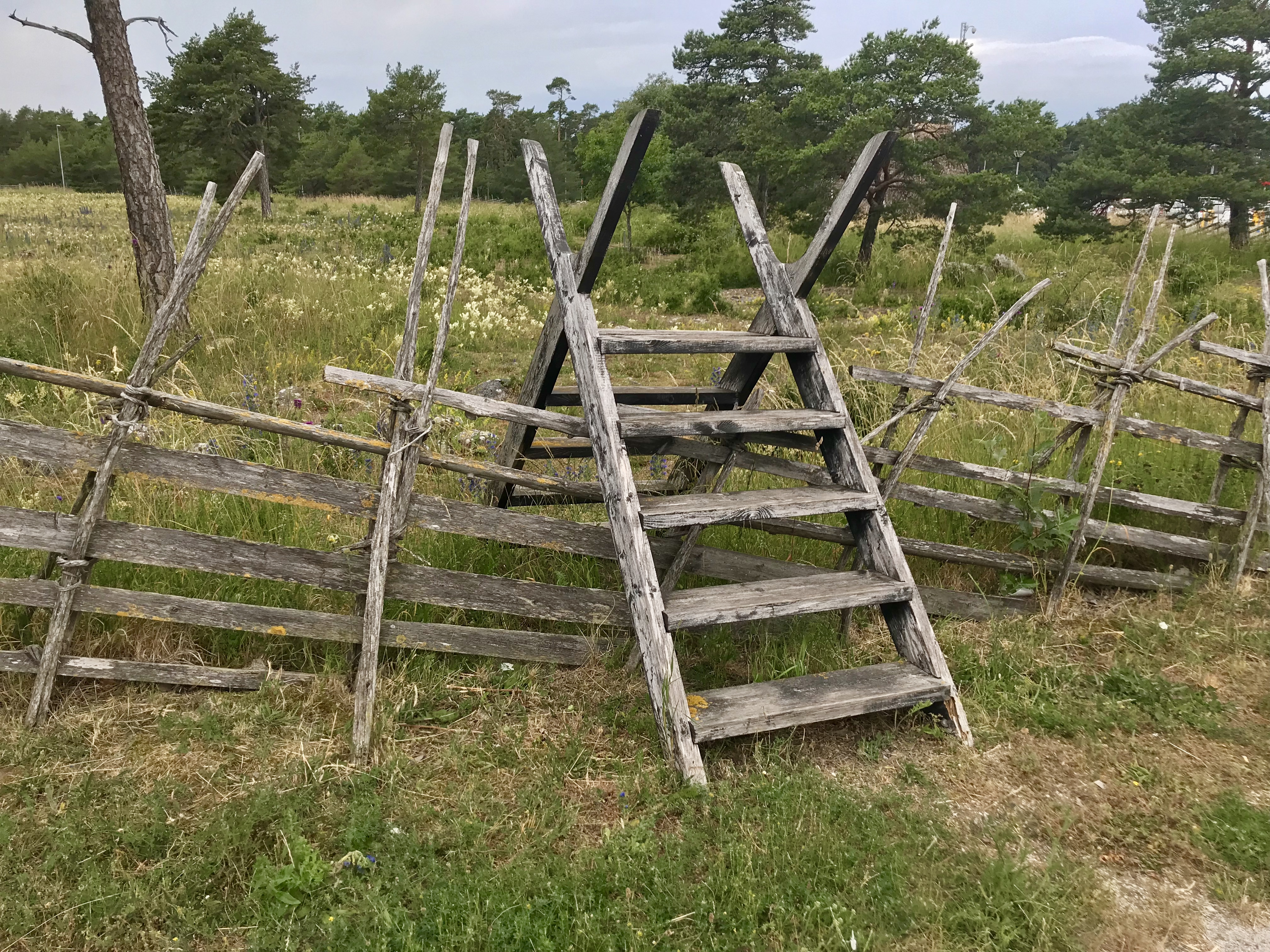
Zauntritt von Annelund

Das Gräberfeld von Annelund (schwedisch Annelund gravfält) liegt westlich des Flughafens von Visby auf der schwedischen Insel Gotland und trägt die RAÄ-Nr. Visby 8:1.
Es umfasst auf einer Fläche von 415 × 140 Metern etwa 400 Anlagen, von denen zunächst 78 untersucht wurden. Ein Teil des Gräberfeldes wurde für Sekundärbegräbnisse genutzt, so dass hier etwa 450 Menschen begraben wurden. Die beiden flachen Rösen in der Nähe des Flughafens stellen die dominierenden Anlagen auf dem Feld dar. In der südlichen Röse wurde das älteste Grab des Areals gefunden, eine Steinkiste mit Grabbeigaben der Jungsteinzeit. Beide Rösen beherbergen auch Gräber aus der Bronzezeit. Ansonsten besteht das Feld aus einem Radgrab und niedrigen Steinsetzungen mit Gräbern aus der Eisenzeit, darunter dem Rest einer Schiffssetzung. 
Zunächst 1955 und 1956, dann zwischen 1967 und 1987 wurde das Gräberfeld untersucht. Zum ersten Mal in der nordischen Archäologie wurde eine Totaluntersuchung mit einheitlichen Methoden durchgeführt. Die Kombination von Grabformen, Funden und Skelettresten ermöglichte nicht nur eine genaue Datierung. Daraus geht auch hervor, dass das Gräberfeld vom Ende der Bronzezeit bis zur Mitte der späten Eisenzeit genutzt wurde (2000 v. Chr. – 200 n. Chr.). Der Großteil der Gräber ist mit flachen runden Steinlagen bedeckt, deren Durchmesser zwischen 2 und 18 Metern liegt.
Nach Abschluss der Untersuchungen wurde das Gräberfeld wieder in seinen ursprünglichen Zustand versetzt. Das Gelände wird durch Beweidung vor überwuchernder Vegetation geschützt. Im Terminal ist eine Ausstellung zu sehen, die das Gräberfeld und eine Auswahl der Funde präsentiert.
Annelund ist auch ein kleiner Ort mit dem Gräberfeld von Hov in Herrljunga, in Västra Götalands län.